# Бережновка (Кобелякский район)
Бережно́вка (укр. Бережнівка) — село, Бутенковский сельский совет, Кобелякский район, Полтавская область, Украина.
Код КОАТУУ — 5321880702. Население по переписи 2001 года составляло 958 человек.

## Географическое положение
Село Бережновка находится на правом берегу реки Волчья, выше по течению на расстоянии в 0,5 км расположено село Колодяжно, ниже по течению на расстоянии в 2,5 км расположено село Драбиновка, на противоположном берегу — село Бутенки. Река в этом месте извилистая, образует лиманы, старицы и заболоченные озёра. Через село проходит автомобильная дорога Р-52.

## Экономика
- «Бережновское», СООО.
- АФ «Песчанская».
- ФХ «Оберег».

## Объекты социальной сферы
- Школа І—II ст.

## Известные люди
- Касьян Николай Андреевич (1935—2009) — врач-остеопат и мануальный терапевт, народный врач СССР, заслуженный врач Украины, академик Украинской академии наук.
- Зацеркляный Николай Григорьевич (1942—2011) — украинский резчик, член Национального союза мастеров народного искусства Украины, Заслуженный мастер народного творчества Украины.

## Религия
- Михайловская церковь.